# Maria Mardare-Fusu
Maria Mardare-Fusu (n. 2 iulie 1954, Razdolie, raionul Armizon⁠(d), Tiumeni, Rusia) este o pictoriță din Republica Moldova.

## Date biografice
A studiat pictura la Școala Republicană de Arte Plastice „Ilia Repin” (actualmente Colegiul de Arte Plastice „Alexandru Plămădeală”) din Chișinău între 1971 și 1974. A fost pictor decorator la Teatrul Republican „Luceafărul” din Chișinău (1974-1975) și la Comitetul de Stat pentru Televiziunea de Stat și Radiofuziune din Chișinău (1975-1976), cât și pictor la Academia de Științe din RSSM (1982-1986) și la Fondul Plastic al Uniunii Artiștilor Plastici din Republica Moldova (1986-1987).
Este membră a Uniunii Artiștilor Plastici din Republica Moldova, din 1989.

## Expoziții personale
A avut mai multe expoziții de grup la Casa Scriitorilor, la Muzeul Literaturii Române „Mihail Kogălniceanu” și la Muzeul Național de Artă, în expozițiile personale remarcându-se prin:
- iulie 1971 - debutul cu o expoziție în cadrul Colegiul de Arte Plastice „Alexandru Plămădeală” - lucrări pictate în satul în care s-a născut;
- 1988 - expoziție la Biblioteca „Transilvania” din Chișinău;
- 1998 - expoziția „A Treia Zi de Sfintele Paști - Cina Cea de Taină” la Casa Cărții „Petru Movilă” din Chișinău;
- decembrie 1999 - ianuarie 2000 - „2000 de ani de la Nașterea Mântuitorului Iisus Hristos” la Muzeul Național de Artă al Moldovei;
- 27 aprilie – 7 mai 2002 - „Cina Cea de Taină” la Centrul Expozițional „Constantin Brâncuși” din Chișinău;
- martie - aprilie 2007 - expoziția „Cina Cea de Taină” la sediul OSCE din Chișinău;
- aprilie 2015 - expoziția „Raza Ta, Doamne” la Centrul Expozițional „Constantin Brâncuși”.

## Recunoaștere
A fost distinsă cu Premiul Special al Mitropoliei Chișinăului pentru pictura „Din Memoria Lunii, Ducerea Crucii” în 1996.
„Maria Mardare și-a conceput picturile sub semnul inspirației mijlocite de reprezentările „tetradei” lui Martin Heidegger: zei-nemuritori-cer-pământ. Ea își ține paleta între contingent și transcendent, între ceea ce se întâmplă AICI și ceea ce se întâmplă DINCOLO (de lume).”—Acad. Mihai Cimpoi